# Initiative populaire « concernant la réforme économique et les droits du travail »
L'initiative populaire  « concernant la réforme économique et les droits du travail » est une initiative populaire fédérale suisse, rejetée par le peuple et les cantons le 18 mai 1947.

## Contenu
L'initiative propose de modifier le premier alinéa de l'article article 31 de la Constitution fédérale qui garantit la liberté du commerce et de l'industrie par une nouvelle version garantissant le droit au travail et établissant une économie de type communiste où, par exemple, « Le capital doit être mis au service du travail, de l'essor économique général et du bien-être du peuple ».
Le texte complet de l'initiative peut être consulté sur le site de la Chancellerie fédérale.

## Déroulement

### Contexte historique
Cette initiative est la troisième déposée pour garantir le « droit au travail » : si la première, refusée en votation le 3 juin 1894, avait déjà été déposée par le Parti socialiste suisse, la seconde, rejetée le 8 décembre 1946 soit quelques mois seulement avant cette votation, venait de l'Alliance des Indépendants.

### Récolte des signatures et dépôt de l'initiative
La récolte des 50 000 signatures nécessaires a débuté le 22 février 1943. L'initiative a été déposée le 10 septembre de la même année à la chancellerie fédérale qui l'a déclarée valide le 23 septembre.

### Discussions et recommandations des autorités
Le parlement et le Conseil fédéral recommandent le rejet de cette initiative. Dans son rapport aux chambres fédérales, le gouvernement décrit cette initiative visant à « abolir le système actuel en entier pour lui substituer une économie planifiée étatiste ».

### Votation
Soumise à la votation le 18 mai 1947, l'initiative est refusée par la totalité des 19 6/2 cantons et par 68,8 % des suffrages exprimés. Le tableau ci-dessous détaille les résultats par cantons :